# Myiagra albiventris
Myiagra albiventris là một loài chim trong họ Monarchidae.